# Првенство Океаније у кошарци 2013.
Океанијско првенство у кошарци 2013. је било 22. по реду океанијско првенство у кошарци за мушкарце. Турнир садржи две утакмице између Кошаркашка репрезентација Аустралије и Новог Зеланда, од 14. до 18. августа 2013. године. Она такође служи као квалификациони турнир за Светско првенство у кошарци 2014. у Шпанији. Прва утакмица је одиграна у Окланду на Новом Зеланду, а друга у Канбери у Аустралији.
Аустралија је освојила 18. титулу али су се обе репрезентације квалификовале за светско првенство.

### Прва утакмица
| 14. август 19:30 | Извештај | Нови Зеланд                                               | 59 : 70 | Аустралија                     | Севернообални догађајни центар, Окланд, Нови Зеланд Судије: Илија Белошевић Далас Пикеринг Вауган Мајбери |  |
| 14. август 19:30 | Извештај | Четвртине: 18:21, 21:11, 13:22, 7:16                      |         |                                | Севернообални догађајни центар, Окланд, Нови Зеланд Судије: Илија Белошевић Далас Пикеринг Вауган Мајбери |  |
| 14. август 19:30 | Извештај | Поени: Вебстер 14 Скокови: Вукона 8 Асистенције: Вукона 5 |         | Милс 20 Инглс 8 Ентони Петри 4 | Севернообални догађајни центар, Окланд, Нови Зеланд Судије: Илија Белошевић Далас Пикеринг Вауган Мајбери |  |

### Друга утакмица
| 18. август 16:00 | Извештај | Аустралија                                           | 76 : 63 | Нови Зеланд                           | АИС Арена, Канбера, Аустралија Судије: Илија Белошевић Вауган Мајбери Далас Пикеринг |  |
| 18. август 16:00 | Извештај | Четвртине: 20:17, 13:22, 28:7, 15:17                 |         |                                       | АИС Арена, Канбера, Аустралија Судије: Илија Белошевић Вауган Мајбери Далас Пикеринг |  |
| 18. август 16:00 | Извештај | Поени: Милс 21 Скокови: Невил 6 Асистенције: Инглс 5 |         | Вебстер 16 Вукона 9 Вебстер, Ентони 2 | АИС Арена, Канбера, Аустралија Судије: Илија Белошевић Вауган Мајбери Далас Пикеринг |  |

## Резултат
|             | резултат |            | прва утакмица | друга утакмица |
| ----------- | -------- | ---------- | ------------- | -------------- |
| Нови Зеланд | 122:146  | Аустралија | 59:70         | 63:76          |